# Liste des US Routes au Maryland
Les US Routes au Maryland font partie du réseau des US Routes. Celles-ci sont entretenues par la Maryland State Highway Administration (MDSHA). 

## Liste
| Numéro | Longueur (mi) | Longueur (km) | Terminus sud / ouest                                                                                   | Terminus nord / est                                                                         | Créée | Notes                                                |
| ------ | ------------- | ------------- | --- | ------------------------------------------------------------------------------------------- | ----- | ---------------------------------------------------- |
| US 1   | 80,25         | 129,15        | US 1 à la limite de Washington, D.C.                                                                   | US 1 à la frontière de la Pennsylvanie près de Rising Sun                                   | 1926  |                                                      |
| US 11  | 12,83         | 20,65         | US 11 à la frontière de la Virginie-Occidentale à Williamsport                                         | US 11 à la frontière de la Pennsylvanie près de Hagerstown                                  | 1926  |                                                      |
| US 13  | 42,48         | 68,36         | US 13 à la frontière de la Virginie près de Pocomoke City                                              | US 13 à la frontière du Delaware à Delmar                                                   | 1926  |                                                      |
| US 15  | 37,85         | 60,91         | US 15 à la frontière de la Virginie à Point of Rocks                                                   | US 15 à la frontière de la Pennsylvanie près d'Emmitsburg                                   | 1927  |                                                      |
| US 29  | 29,51         | 47,49         | US 29 à la limite de Washington, D.C.                                                                  | MD 99 à Ellicott City                                                                       | 1934  |                                                      |
| US 40  | 221,31        | 356,16        | US 40 à la frontière de la Pennsylvanie près de Keysers Ridge                                          | US 40 à la frontière du Delaware à Elkton                                                   | 1926  |                                                      |
| US 50  | 150,06        | 241,50        | US 50 à la frontière de la Virginie-Occidentale près de Redhouse US 50 à la limite de Washington, D.C. | US 50 à la frontière de la Virginie-Occidentale près de Gorman MD 378 / MD 528 à Ocean City | 1926  | Deux segments; la longueur est la somme des segments |
| US 113 | 37,84         | 60,90         | US 13 à Pocomoke City                                                                                  | US 113 à la frontière du Delaware à Bishop                                                  | 1926  |                                                      |
| US 219 | 48,40         | 77,89         | US 219 à la frontière de la Virginie-Occidentale près de Redhouse                                      | US 219 à la frontière de la Pennsylvanie près de Grantsville                                | 1926  |                                                      |
| US 220 | 27,35         | 44,02         | US 220 à la frontière de la Virginie-Occidentale à McCoole                                             | US 220 à la frontière de la Pennsylvanie près de Dickens                                    | 1926  |                                                      |
| US 222 | 3,60          | 5,79          | US 1 à Conowingo                                                                                       | US 222 à la frontière de la Pennsylvanie près de Conowingo                                  | 1930  |                                                      |
| US 301 | 122,85        | 197,71        | US 301 à la frontière de la Virginie près de Newburg                                                   | US 301 à la frontière du Delaware près de Warwick                                           | 1939  |                                                      |
| US 340 | 16,99         | 27,34         | US 340 à la frontière de la Virginie près de Brunswick                                                 | US 15 / US 40 à Frederick                                                                   | 1926  |                                                      |
| US 522 | 2,37          | 3,81          | US 522 à la frontière de la Virginie-Occidentale à Hancock                                             | I-70 / US 522 à la frontière de la Pennsylvanie à Hancock                                   | 1930  |                                                      |
|        |               |               | |                                                                                             |       |                                                      |